# Мерідел (Меріленд)
Мерідел (англ. Marydel) — місто (англ. town) в США, в окрузі Керолайн штату Меріленд. Населення — 176 осіб (2020).

## Географія
Мерідел розташований за координатами 39°6′47″ пн. ш. 75°44′52″ зх. д. / 39.11306° пн. ш. 75.74778° зх. д. (39.113040, -75.747897).  За даними Бюро перепису населення США в 2010 році місто мало площу 0,21 км², уся площа — суходіл. В 2017 році площа становила 0,31 км², уся площа — суходіл.

## Демографія
Згідно з переписом 2010 року, у місті мешкала 141 особа в 36 домогосподарствах у складі 24 родин. Густота населення становила 685 осіб/км².  Було 50 помешкань (243/км²).
Расовий склад населення:
| - 46,1 % — білих - 3,5 % — чорних або афроамериканців - 1,4 % — азіатів - 0,7 % — корінних американців - 46,1 % — осіб інших рас |

До двох чи більше рас належало 2,1 %. Частка іспаномовних становила 53,9 % від усіх жителів.
За віковим діапазоном населення розподілялося таким чином: 36,2 % — особи молодші 18 років, 53,2 % — особи у віці 18—64 років, 10,6 % — особи у віці 65 років та старші. Медіана віку мешканця становила 26,1 року. На 100 осіб жіночої статі у місті припадало 107,4 чоловіків;  на 100 жінок у віці від 18 років та старших — 114,3 чоловіків також старших 18 років.
Середній дохід на одне домашнє господарство  становив 53 233 долари США (медіана — 47 500), а середній дохід на одну сім'ю — 45 235 доларів (медіана — 40 000). За межею бідності перебувало 15,8 % осіб, у тому числі 19,0 % дітей у віці до 18 років та 0,0 % осіб у віці 65 років та старших.
Цивільне працевлаштоване населення становило 79 осіб. Основні галузі зайнятості: роздрібна торгівля — 30,4 %, виробництво — 15,2 %, науковці, спеціалісти, менеджери — 13,9 %, сільське господарство, лісництво, риболовля — 13,9 %.